# Lake Street Bridge
Die Lake Street Bridge ist eine verstärkte Stahlbeton-Bogenbrücke, die den Mississippi River zwischen Minneapolis und St. Paul überspannt. Sie führt in Ost-West-Richtung und verbindet die Lake Street in Minneapolis mit der Marshall Avenue in St. Paul. Deswegen wird sie in St. Paul meist als Marshall Avenue Bridge bezeichnet. Das Bauwerk wurde von Howard, Needles, Tammen, and Bergendoff geplant.

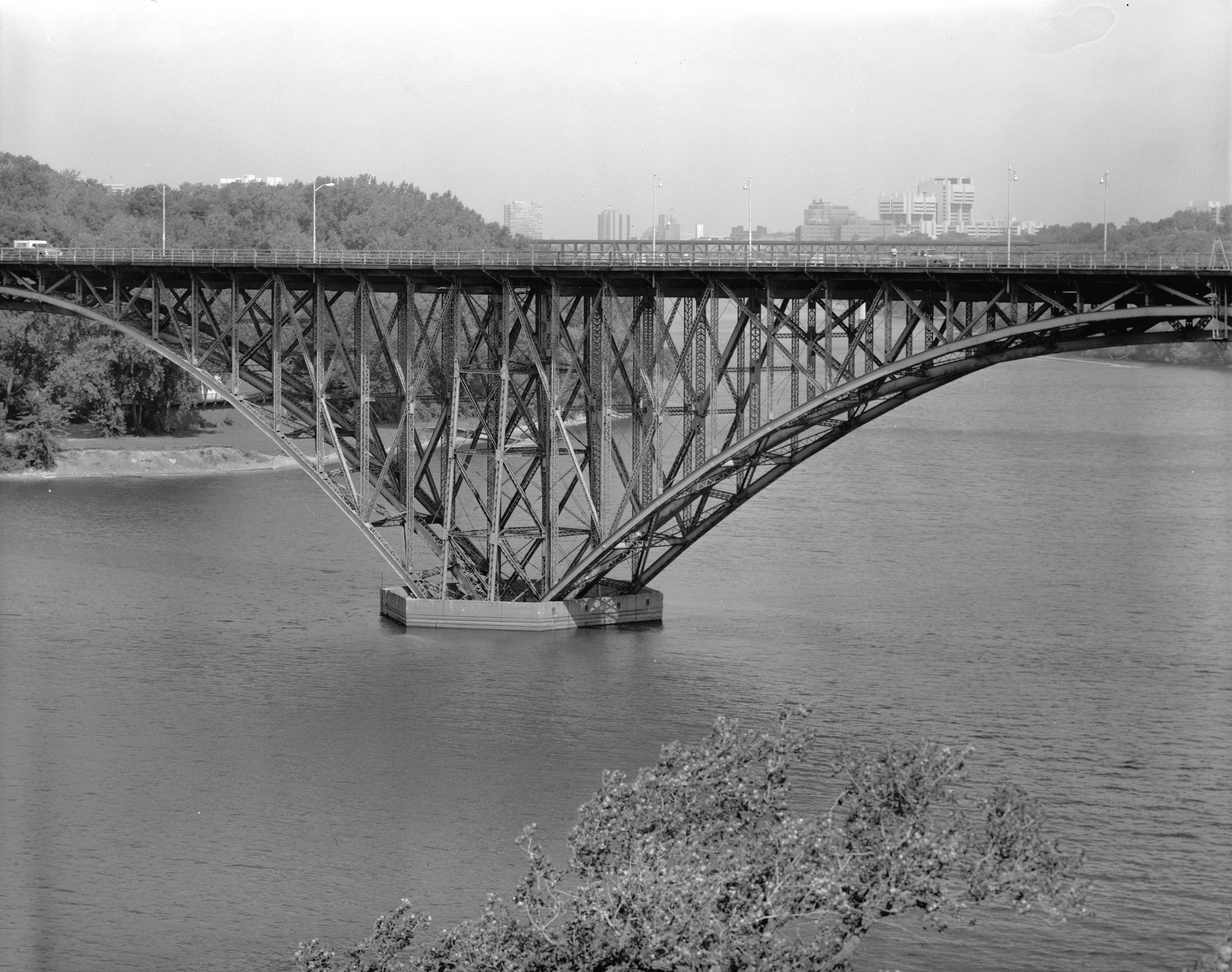
Die alte Brücke von 1889

Die heutige Lake Street Bridge ersetzte das Vorgängerbauwerk aus Fachwerk, das 1889 erbaut wurde und zum Zeitpunkt des Neubaus – nach der Eads Bridge in St. Louis, Missouri aus dem Jahre 1874 – die zweitälteste noch genutzte Verbindung über den Fluss war. Die Minneapolis Tribune bezeichnete den Neubau als eine „dümmliche Extravaganz“, weil im Bereich der Twin Cities bereits sieben Brücken über den Fluss führten. Die Lake Street Bridge wurde jedoch eine Hauptverbindung zwischen Minneapolis und St. Paul. Bevor das Freewaysystem entstand, führte sie den U.S. Highway 212 über den Mississippi River.
Als 1989 mit dem Neubau begonnen wurde, entstand zunächst eine Brückenhälfte. In dieser Bauphase war die alte Brücke noch in Betrieb. Ein Unfall verzögerte allerdings den Neubau. Die Hilfskonstruktion für einen der Bögen stürzte ein und tötete einen der Bauarbeiter.  Der Abriss des alten Bauwerks erfolgt durch Sprengung. Der erste Versuch schlug fehl und einige Wochen später musste eine zweite Sprengung mit einer stärkeren Sprengladung folgen.